# 들뜬 상태

에너지를 흡수한 후, 전자가 바닥 상태에서 에너지가 높은 들뜬 상태로 올라온다.

들뜬 상태(-狀態, 영어: excited state) 또는 여기 상태(勵起狀態)는 기준 에너지 상태 위로 에너지 준위가 상승한 상태를 말한다. 물리학에서는 들뜬 상태의 원자와 관련된, 에너지 준위에 대한 기술적인 정의가 쓰인다.
양자 역학에서 계(원자, 분자 또는 원자핵)의 들뜬 상태는 바닥 상태보다 높은 에너지를 가진 양자 상태를 말한다. 온도는 입자들의 들뜬 수준을 나타내는 지표다.(마이너스 온도의 경우는 제외된다.)
들뜬 상태의 계의 수명은 대개 짧다. 보통 계가 들뜬 상태가 되자마자 에너지 양자(광자 또는 포논)의 자발적이거나 유도된 방출이 일어나고, 계는 낮은 에너지 상태로 돌아간다(덜 들뜬 상태 또는 바닥 상태). 낮은 에너지 준위로의 복귀는 붕괴 과정으로 표현되기도 하며, 들뜸(excitation)의 역과정이라고 할 수 있다.
긴 수명의 들뜬 상태는 종종 준안정 상태라고 불린다. 긴 수명의 핵 이성질체(핵이성체)와 단일항 산소가 그 예이다.

## 같이 보기
- 바닥 상태